# ال فورن
ال فورن (به لاتین: El Forn) یک روستا با جمعیت ۱۰۲ نفر است که در کانیلو واقع شده‌است.